# إينا كاديتش
إنيسا «إنا» كاديتش (بالألمانية: Ena Kadić)‏  (6 أكتوبر 1989 - 19 أكتوبر 2015) عارضة أزياء بوسنية-نمساوية وحاملة لقب ملكة جمال سابقة، بعد توجت في مسابقة ملكة جمال النمسا 2013, إينا مثلت النمسا في مسابقة ملكة جمال العالم 2013 في بالي، إندونيسيا في 28 سبتمبر 2013.

## وفاتها
توفيت إينا كاديتش في 19 أكتوبر 2015 بعد أن دخلت في غيبوبة أثر أصيبها بجراح خطيرة في الرأس، وصدمة في الرئة وإصابات في الحوض بعد سقوطه من جبل بيرجيسل في إنسبروك، في تيرول أثناء الركض. ولفظت أنفاسها الأخيرة في المستشفى بعد ثلاثة أيام من الحادث، جراء الإصابات التي لحقت بها.

## روابط خارجية
- إينا كاديتش على موقع IMDb (الإنجليزية)